# Albert Snider
Albert Snider, född 22 oktober 1921, död 5 mars 1948, var en kanadensisk jockey, som hade framgång i både Kanada och USA. Han föddes i Calgary, Alberta, och tog sin första seger den 1 september 1938 på Stamford Park racetrack i Niagara Falls, Ontario.

## Karriär
Al Snider red i södra USA under senare delen av 1938 där han snabbt etablerade ett rykte som en av de bästa jockeyerna. Under de efterföljande åren red han på stora banor i New York, Massachusetts, Rhode Island, Maryland, Kentucky och Illinois. Bland hans större segrar räknas Arlington-Washington Lassie Stakes och Stars and Stripes Handicap. Sin bästa placering i ett amerikanskt Triple Crown-löp tog han tillsammans med Hoop Jr. som kom tvåa i 1945 års Preakness Stakes.

### Åren med Calumet Farm
Al Snider skrev kontrakt som förstejockey för Calumet Farm. Han kom bland annat att rida Citation, som senare valdes in i Racing Hall of Fame. Han red Citation i hans debutlöp den 22 april 1947 och, tillsammans gjorde de nio starter, och segrade i samtliga.
En annan av Sniders större segrar 1947 var tillsammans med Fervent i Pimlico Special. I löpet startade Armed som favoritspelad, och skulle senare bli framröstad som American Horse of the Year.

### Död
1948 såg ut att bli ett lovande år för Snider, som förberedde sig för att rida Citation i de amerikanska Triple Crown-löpen. På Hialeah Park Race Track red han Citation till seger i Seminole och Everglades Handicaps. Efter att ha segrat i även Flamingo Stakes, hade Snider en ledig dag den 5 mars, då han valde att fiska i Florida Keys. Under fisketuren blåste en plötslig storm upp och Al Snider tros ha drunknat. En sökgrupp hittade inga spår av hans kropp, men ska ha hittat hans båt åtta dagar senare på en ö, 16 mil söder om Everglades City.
Calumet Farms huvudtränare Ben Jones anlitade Eddie Arcaro för att ersätta Snider på Citation och de vann Kentucky Derby, Preakness Stakes och Belmont Stakes, vilket gjorde honom till den åttonde hästen i historien att ta en Triple Crown. Calumet Farm och Eddie Arcaro, som var en god vän till Snider, gav Sniders änka en del av prispengarna från Kentucky Derby.